# Figueira da Foz (stacja kolejowa)
Figueira da Foz – stacja kolejowa w Figueira da Foz, w Portugalii. Jest zachodnią stacją końcową linii Linha do Oeste (drugi koniec w Cacém), linii Ramal de Alfarelos (która kończy się na Linha do Norte) i linii Ramal da Figueira da Foz (kończy się w Pampilhosa). Stacja została otwarta w 1882. Znajdują się tu 3 perony.